# Marcelle Chaumont
Pour les articles homonymes, voir Chaumont.
Marcelle Chaumont, née le 22 décembre 1891 à Pérols-sur-Vézère (Corrèze) et décédée le 14 décembre 1990 à Paris, est une couturière française.

## Biographie
Issue d'un milieu très modeste, elle monte à Paris après la Première Guerre mondiale pour travailler dans le milieu de la haute couture. Son talent artistique est vite reconnu, et elle devient première d'atelier chez Jeanne Lanvin, puis principale collaboratrice de Madeleine Vionnet pour laquelle elle imagine les fameux drapés qui ont depuis inspiré nombre de grands couturiers.
À la fermeture de la maison Vionnet, elle crée sa maison de couture en 1939 avenue George-V.
Elle engage le jeune Pierre Cardin pour son atelier « tailleur ». Vers les années 1950, elle crée la marque Juliette Verneuil composée de pièces prémices du prêt-à-porter de la décennie suivante. Des ennuis de santé, en 1953, la contraignent à suspendre ses activités et à prendre sa retraite.
Marcelle Chaumont, qui avait épousé Robert Chapsal, fils de l'homme politique Fernand Chapsal, est la mère de l'écrivaine Madeleine Chapsal,.
Des créations de Marcelle Chaumont sont visibles au Musée Galliéraà Paris et au Metropolitan Museum of Art de New York